# Arycanda absorpta
Arycanda absorpta är en fjärilsart som beskrevs av W. Warren 1897. Arycanda absorpta ingår i släktet Arycanda och familjen mätare. Inga underarter finns listade i Catalogue of Life.